# 92 aC
L'any 92 aC va ser un any del calendari romà prejulià. En aquell temps, era conegut com a any del consolat de Pulcre i Perpenna (o, més rarament, any 662 ab urbe condita o de la fundació de la ciutat). L'ús del nom «92 aC» per referir-se a aquest any es remunta a l'alta edat mitjana, quan el sistema Anno Domini va ser el mètode de numeració dels anys més comú a Europa.

## Esdeveniments

### Imperi Part
- Hi ha el primer contacte diplomàtic entre Roma i l'Imperi Part. Luci Corneli Sul·la, propretor a Cilícia, restaura Ariobàrzanes I Filoromà al tron de Capadòcia per ordre del Senat. Això crida l'atenció de Mitridates II de Pàrtia, que li envia una ambaixada per sol·licitar una aliança.[2]

### República Romana
- Gai Claudi Pulcre i Marc Perpenna són elegits cònsols.[3]
- Ciceró diu que Gai Claudi Pulcre era un home amb gran poder de convenciment i un bon orador.[4]
- Els censors Gneu Domici Ahenobarb i Luci Licini Cras prohibeixen les escoles dels anomenats 'retòrics llatins'.[5]
- Gai Senti, probablement aquest any, es converteix en el governador romà de Macedònia.[6]

## Naixements
- Publi Clodi Pulcre, polític romà.[7]

## Necrològiques
- Antíoc XI Epífanes.[8]